# Хлебалин, Михаил Юрьевич
Михаил Юрьевич Хлебалин (род. 16 апреля 1970) — советский]] и российский футболист, играл на позиции нападающего.

## Клубная карьера
Воспитанник московской СДЮШОР-2 Люблинского РОНО. В 1987 году был в заявке «Торпедо», играл за молодёжную команду. С 1990 года выступал за «Торгмаш». В 1991 году за «Торгмаш» сыграл 37 матчей, в которых забил 17 голов. В 1993 году выступал за «Авангард-Кортэк». В 1994 году играл за австрийский «Граткорн». В сезоне 1995/1996 года выступал за словенский клуб «Мура», забил 13 голов в 31 матче, став лучшим бомбардиром команды. С 1996 по 1999 годы сыграл 14 матчей и забил один гол в Первой хорватской Лиге, играя за «Вартекс». Профессиональную карьеру завершил в 2000 году в клубе «Лотто-МКМ».